# Прикрај
Прикрај је насељено место у саставу општине Брцковљани у Загребачкој жупанији, Хрватска. До територијалне реорганизације у Хрватској налазио се у саставу бивше велике општине Дуго Село.

## Становништво
На попису становништва 2011. године, Прикрај је имао 603 становника.

## Попис1991.
На попису становништва 1991. године, насељено место Прикрај је имало 321 становника, следећег националног састава:
| Попис 1991.‍  | Попис 1991.‍  | Попис 1991.‍ | Попис 1991.‍ | Попис 1991.‍ |
| ------------ | ------------ | ----------- | ----------- | ----------- |
|              |              |             |             |             |
| Хрвати       | Хрвати       |             | 308         | 95,95%      |
| Муслимани    | Муслимани    |             | 6           | 1,86%       |
| Срби         | Срби         |             | 3           | 0,93%       |
| неопредељени | неопредељени |             | 1           | 0,31%       |
| непознато    | непознато    |             | 3           | 0,93%       |
| укупно: 321  |              |             |             |             |